# ثيودور الأول بطريرك الإسكندرية
ثيودور الأول الشهيد (Πατριάρχης Θεόδωρος Α΄ Σκρίβων) بطريرك الإسكندرية للروم الأرثوذكس من 607 الي 609.  تحتفل الكنيسة الأرثوذكسية بذكراه في 3 ديسمبر.